# パットマンX
パットマンX は、ジョージ秋山による日本の漫画作品。『週刊少年マガジン』（講談社）にて1967年1号から1968年50号まで連載された。単行本は少年マガジンKCより全5巻。1968年、第9回講談社児童まんが賞を受賞した。
週刊少年マガジン1966年18号に読切で掲載された『パットマン』が原型となっている。
セルフリメイク作品として1981年からコミックボンボンで連載された『スパットマンX→パットマスターX』も存在する。こちらのシリーズは同時期のテレビマガジンにも作画が高梨鉄平氏の物が短期間連載された。
また、1981年頃に『スパットマンX』がアニメ化される予定が存在したが頓挫したとの情報も存在する。

## あらすじ
正義感の強い小学6年生の少年・珍平（主人公）が、マスク・マントを身に付けて正義のヒーロー「パットマンX」に変身し、あらゆる発明品をもってスクーターで現れ悪と戦い世のため人のために手助けをする。しかしパットマンXには特殊な能力などはなく、悪者にもことごとく負けてしまうため、周囲の人々に馬鹿にされるという、まるで役立たずのヒーローであった。しかし彼はそれでもめげずに、世のため人のためにと活動し続ける。一話のみで完結するギャグ漫画である。

## 登場人物
珍平（ちんぺい）
主人公。小学6年生。正義感が強くスーパーヒーローにあこがれており、そこら辺の古着やガラクタを寄せ集めて衣装や道具を作り、正体を隠して正義のヒーロー『パットマンX』を名乗り日々善行に勤しんでいる。
発想力に優れ手先が起用で、日用品やガラクタを組んで専用マシン『マジックスクーター(実はボロ自転車)』を作ったり、事件に合わせて珍発明を作ったり取り出したりする。
しかし珍平自身は何の特殊な能力もないごくごく普通の子供であり、大の大人はおろかいじめっ子にすら真正面の取っ組み合いでは簡単に負けてしまう。またそそっかしい所もありドジを踏みやすい。
自分がヒーローになる妄想に浸ったり人並みに金欲や名誉欲も持つものの、どんなにドジを踏んで笑われても正義と愛の為に活動し続ける。
金坊
珍平の弟。兄の変身後であるパットマンXともよくつるんでいるが、正体が珍平である事には気づいていない。
生意気で変身前も後も兄を小馬鹿にしているが、友達思いな一面も持つ。
ガニ平
メガネに髭の中年男。話によって設定が異なるが、大抵悪役として悪事や嫌がらせを行う。作者の他のギャグ漫画にも出演している。

## 書誌情報
- ジョージ秋山『パットマンX』講談社〈講談社漫画文庫〉、全5巻 - ISBNはない。
  1. 1977年4月発売[4]
  2. 1977年4月発売[5]
  3. 1977年6月発売[6]
  4. 1977年7月発売[7]
  5. 1977年8月発売[8]

- ジョージ秋山『パットマンX』エニックス〈エニックス文庫〉、全4巻
  1. 1995年7月発行[9]、ISBN 978-4870258273
  2. 1995年7月発行[10]、ISBN 978-4870258280
  3. 1995年9月発行[11]、ISBN 978-4870258365
  4. 1995年9月発行[12]、ISBN 978-4870258372

- ジョージ秋山『パットマンX 愛蔵版』さくら出版〈さくらコミックス〉、全3巻
  1. 1999年6月発行[13]、ISBN 978-4916085177
  2. 1999年7月発行[14]、ISBN 978-4916085283
  3. 1999年8月発行[15]、ISBN 978-4916085474

## イメージソング
『パットマンX』
- 作詞：ジョージ秋山 / 作曲：淡の圭一 / 編曲：松岡直也

本作はテレビアニメ化はされなかったが、連載直後の1967年7月20日にキングレコードから発売されたLPレコ―ド「少年マガジン マンガ大行進」（企画品番：SKK(H)-354）に、本作のイメージソングが収録された。